# 백제역사유적지구
백제역사유적지구(百濟歷史遺跡(=遺蹟)地區, 영어: Baekje Historic Areas)는 대한민국 충청남도 공주시, 부여군과 전북특별자치도 익산시에 있는 백제 관련 역사유적지구이다. 2015년 7월 4일 독일 본에서 열린 제39차 유네스코 세계유산위원회(WHC)에서 세계유산 등재 심사를 최종 통과하여 대한민국의 12번째 세계유산이 되었다. 백제역사유적지구는 총 8개의 유적을 포함한 연속유산으로 공주시에 2곳(공산성, 송산리 고분군), 부여군 4곳(관북리 유적과 부소산성, 능산리 고분군, 정림사지, 부여 나성), 익산시에 2곳(왕궁리 유적, 미륵사지)을 포함한다. 세계유산위원회와 국제기념물유적협의회(ICOMOS, 유네스코 세계유산센터 산하 자문기구로서 문화유산의 등재 여부를 위원회에 권고)는 동 유산이 한국·중국·일본 동아시아 삼국 고대 왕국들 사이의 상호 교류 역사를 잘 보여준다는 점, 백제의 내세관·종교·건축기술·예술미 등을 모두 포함하고 있는 백제 역사와 문화의 특출한 증거라는 점 등을 높이 평가하였다.
백제역사유적지구는 대한민국의 세계유산 중 유일하게 충청 지방에 있는 세계유산이다. 또한 조선민주주의인민공화국의 고구려고분군, 대한민국의 가야고분군 그리고 경주역사유적지구와 함께 백제역사유적지구가 세계유산에 등재되면서, 삼국 시대 주요 국가들인 고구려, 백제, 신라, 가야의 문화재가 적어도 한 개씩은 등재되었다. 다만 충청도 및 익산 지역의 백제 문화유산이 모두 세계유산으로 등재된 것이 아니고, 서울에 위치한 백제 유적이 같이 세계유산에 등재되지 못한 것을 한계로 지적하기도 한다.

## 역사

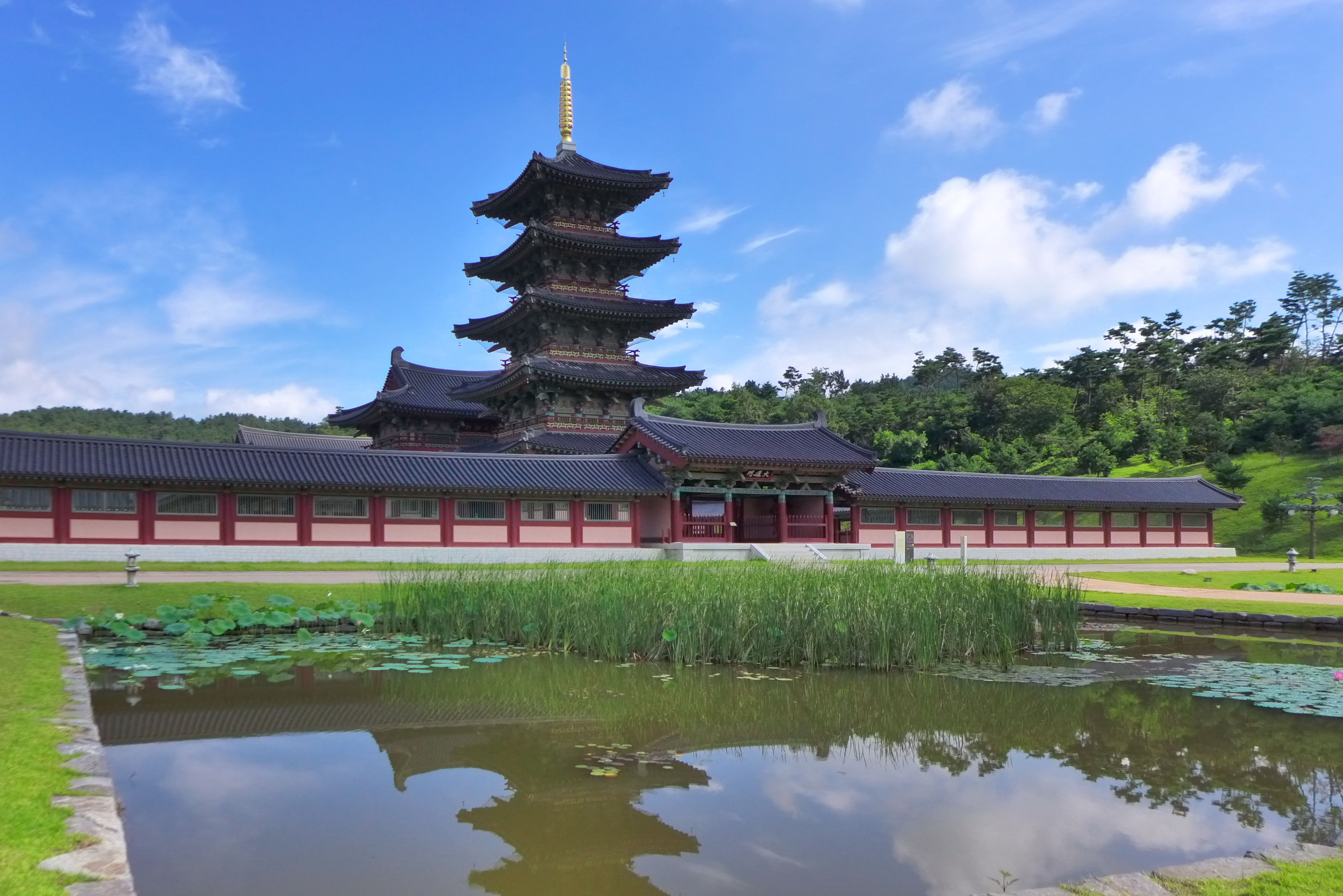
백제문화단지, 충청남도 부여군에 위치하고 있다.

기원전 18년부터 서기 660년까지 678년간 번성했던 고대 왕국인 백제는:79–81 동아시아 국가들과의 교류를 통해 고구려, 신라와는 다른 독자적인 문화를 발전시켰다. 백제는 기원전 18년 현재의 서울특별시(한성)인 한강 변의 작은 지역에서 고구려에서 이주해온 인구와 함께 건국되었고,:{{{1}}} 수년에 걸쳐 국토는 남서부로 확장되었다. 백제는 문화적으로나 경제적으로 유명해졌다. 결국 삼국 사이에 전쟁이 발발했고, 이 전투에서 고구려가 승리하여 백제 왕국의 수도인 백제를 점령했다. 백제는 한성에서 웅진으로 천도하여 475년에 공주 공산성을 세우고 수도로 삼았다.:79–81 이러한 천도는 백제라는 신생 국가가 도시 계획과 관련된 중국의 문화와 건축을 흡수할 수 있도록 촉진했으며, 불교를 받아들이는 계기가 되었다. 백제는 또한 문화 및 종교적 가치를 일본에 전파했고, 금강 중앙에 다이아몬드 형태로 건설된 웅진(오늘날 공주)은 동아시아에 강력한 영향력을 행사했다.
그러나 수도는 사비로 다시 옮겨졌고, 538년에 사비성에서 백제는 중흥을 이룩했다.:79–81 이러한 천도는 무역 및 상업상의 이점 때문에 필요했으며, 기존 수도였던 웅진성은 이러한 이점이 없었다.:44 이곳에서 도시는 왕궁, 요새, 왕실 묘지, 도시 성벽의 보안 장치를 갖추고 개발되었다. 사비 시기(538~660년) 동안 성왕은 538년에 수도를 부여로 옮겼다.:54 익산은 행정 목적으로 제2의 수도로 설립되었다. 660년에 백제는 당나라와 동맹을 맺은 신라에게 패배했다.:79–81
불교는 4세기 후반 중국에서 처음으로 백제에 전파되었다. 6세기에는 백제의 불교 승려 겸익이 인도에 가서 불교를 더 배우고 경전을 가져와 현지어로 번역했다. 불교 철학은 사회의 모든 계층에 널리 퍼졌고, 통치자는 자신을 부처로 여겨 백성을 통치했다. 이 시기 백제에는 많은 대규모 불교 사찰과 탑이 건립되었다. 이는 5세기부터 7세기까지 이들 국가에 사찰을 짓는 데 있어 종교와 철학 분야뿐만 아니라 중국과 일본과의 긴밀한 교류를 가능하게 했다. 이 시기에는 또한 중국 문자를 사용한 통일된 서체, 불교 실천, 유교 법전 채택을 통해 동아시아가 "지리문화권"으로 부상하는 것을 목격했다.:79–81 이 도시는 북쪽의 고구려와 동쪽의 신라라는 이웃 왕국들과 함께 기원전 18년부터 서기 660년까지 거의 700년 동안 번성했다.:12–13
백제 시대의 역사적 기념물은 매장되었으나, 발굴 결과 잘 보존된 상태로 발견되었다. 이들은 1962년 문화재보호법(2012년 개정)과 2004년 고도 보존 및 육성에 관한 특별법(2013년 개정)에 따라 한국 정부에 의해 문화유산으로 기록되었다. 이 유적지는 또한 2002년 충청남도와 1999년 전북특별자치도와 같은 지방 정부의 문화재보호조례의 범위 내에 포함되었다.
모든 이해관계자가 참여하는 백제역사유적지구 보존 및 관리 재단이라는 특별 조직이 설립되었으며, 중앙, 지방 정부 및 지역 사회 단체가 참여한다. 또한 등재된 유적지의 "탁월한 보편적 가치"가 적절한 관광 관리 계획과 함께 잘 보존되도록 2015년부터 2019년 종합 보존 및 관리 계획도 수립되었다.

## 유적별 특징

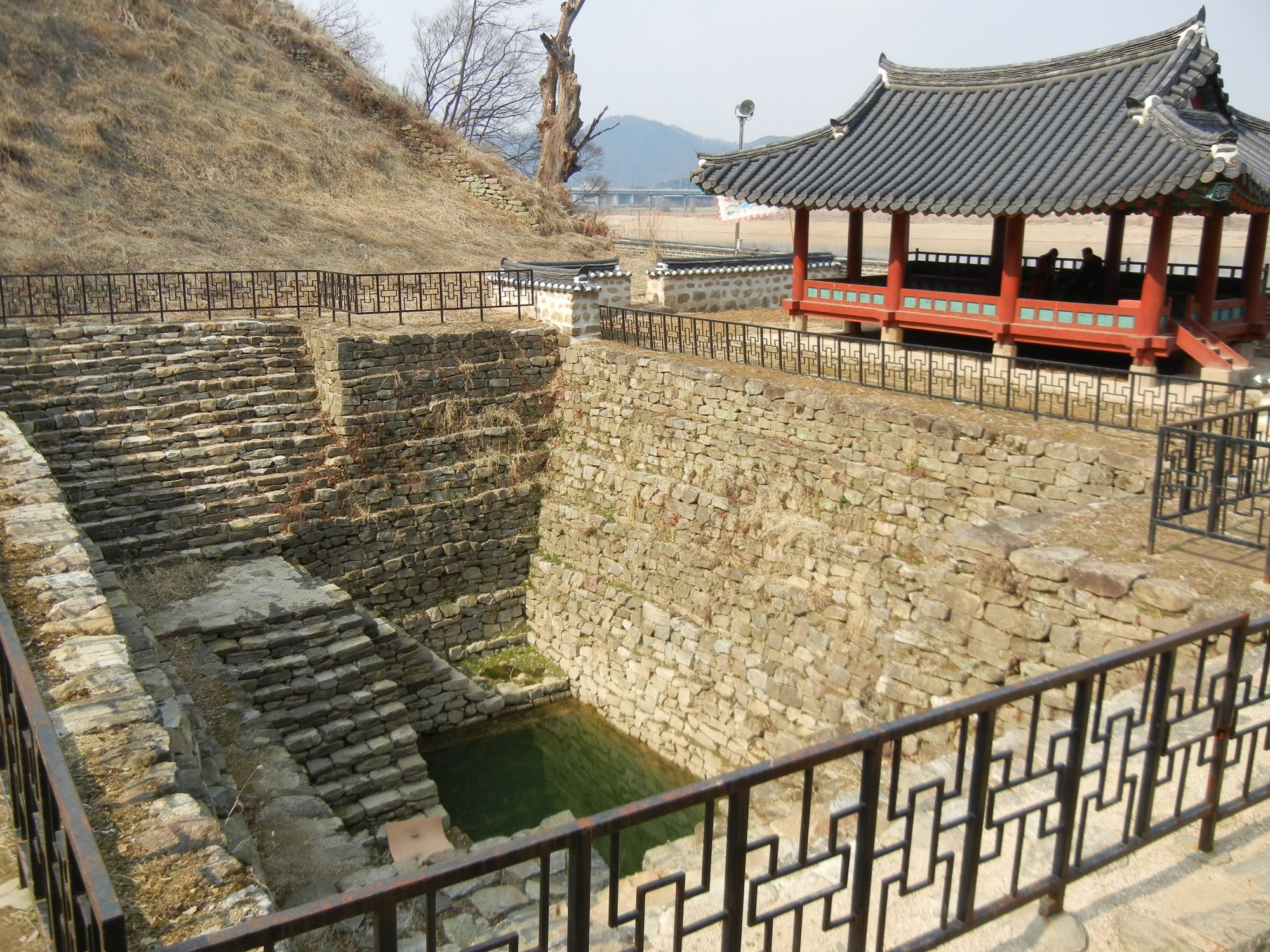
충청남도 공주시에 위치한공주 공산성

공주 공산성은 처음에는 웅진성으로 알려졌고, 나중에 고려 시대에 공산성으로 불렸다. 현재 금성동과 산성동 일원에 20헥타르의 면적을 차지하고 있다. 1980년대 이후의 고고학적 발굴에서 요새 성벽, 왕궁, 왕궁 관련 건물의 건축 방식이 드러났다. 이 요새는 공산(해발 110m) 꼭대기에 위치하며 총 길이 2,666m에 달하며, 석벽은 1,925m, 나머지 735m는 흙으로 이루어져 있다. 산봉우리를 연결하고 계곡에 다리를 놓아 지역 지형에 맞춰 방어 요새로 건설되었다. 백제 멸망 후 성벽은 완전히 석벽으로 재건되었다. 요새는 조명이 설치되어 있다. 이는 방어 구조물과 왕궁의 기능을 모두 수행했다.

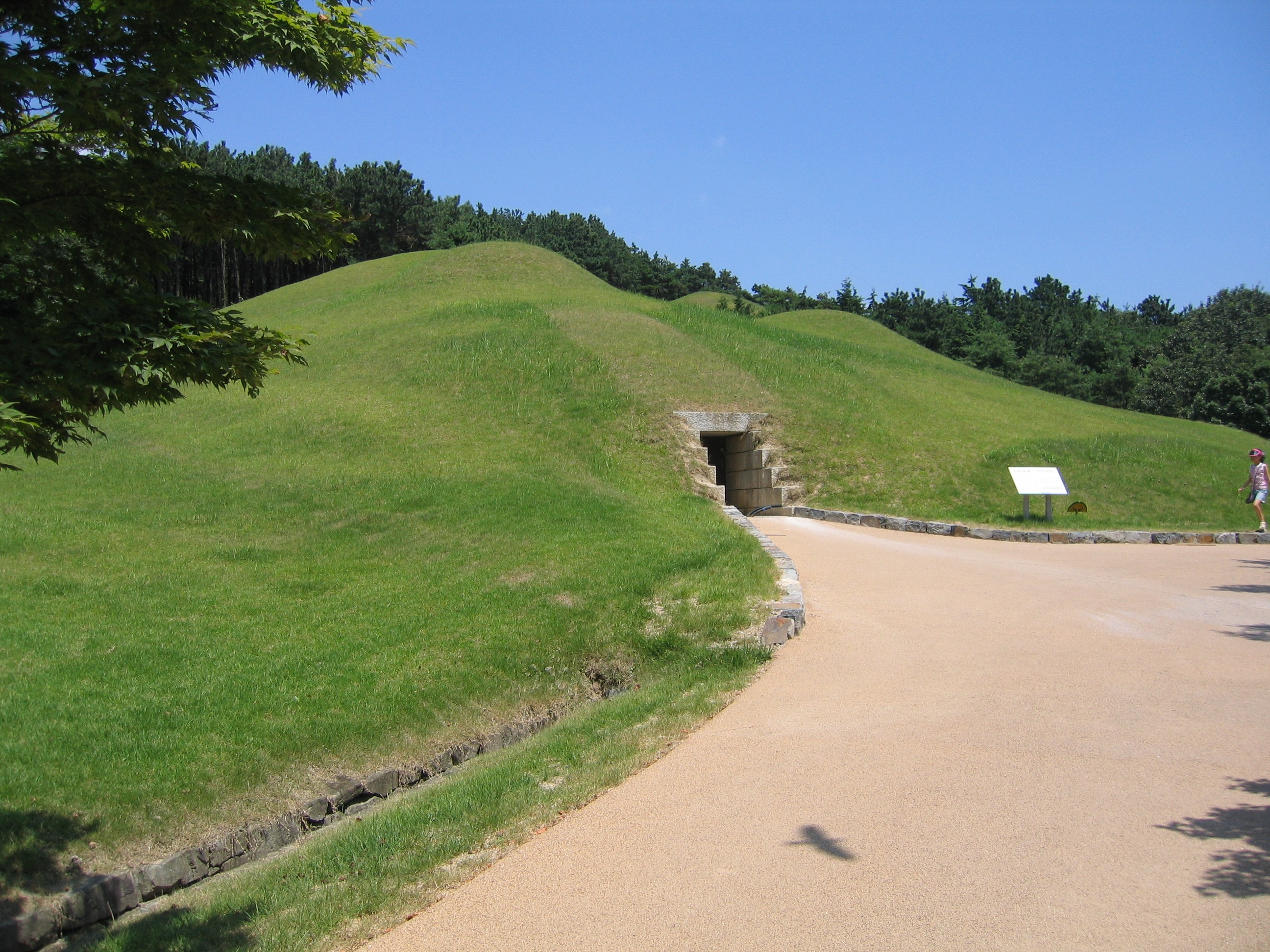
무령왕릉.

공주 무령왕릉과 왕릉원은 백제 25대 무령왕의 능이다. 금강 남쪽의 작은 언덕(해발 75m) 꼭대기에 위치한다. 1927년과 1932년에 일부 발굴이 진행되었음에도 불구하고 1971년에 훼손되지 않은 상태로 발굴되었다. 발굴 당시 왕릉은 4,600여 점 이상의 유물이 양호한 상태로 잘 보존되어 있었다. 왕비 또한 이곳에 안장되어 있었다. 이것은 공주 무령왕릉과 왕릉원에서 발견된 6개의 다른 능 중 하나였다. 이 능들은 수도가 이전된 후 475년경에 건설되었다. 왕릉과 6호분은 돔형 천장을 가진 벽돌로 만들어진 반면, 나머지 5개 능은 돔형 천장을 가진 석실로 건설되었다.:12–13:50, 52
작은 언덕에 위치한 부여 부소산성은 초기에는 사비성으로 알려졌다. 왕궁의 후원 역할을 했으며 비상 탈출로였다.:12–13 1993년에 진행된 고고학적 발굴에서 이 요새가 발굴되었다. 부여 북쪽 끝, 금강 서안의 부소산(해발 106m)에 위치한다. 성벽은 둘레 2,495m, 기단 폭 5~6m, 높이 3m로 판축 기법으로 건설되었다. 남쪽과 동쪽에 두 개의 문이 있으며, 남문이 주된 문이다. 이곳에서 발견된 유물들은 또한 이 요새가 1,000년 이상 군사 시설로 사용되었음을 나타낸다.:58–59
"낙화암"은 "떨어지는 꽃들의 바위"를 의미하며, 백제의 슬픈 전설인 3천 명의 궁녀들이 절벽에서 뛰어내려 자살한 것으로 유명하다.:12–13

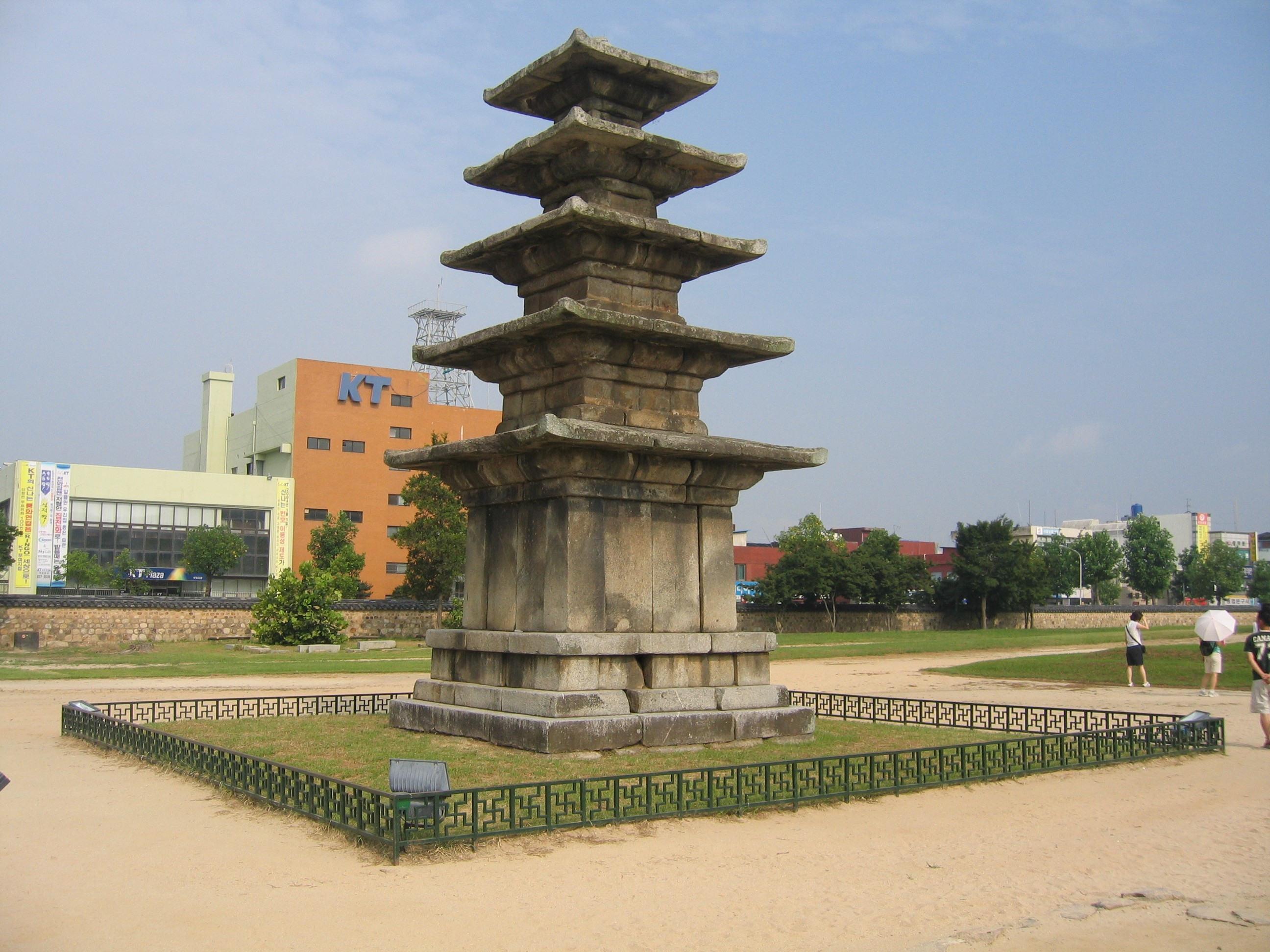
부여 정림사지 오층석탑

부여 정림사지는 한국 전역에서 인기 있는 건축 양식인 "탑–금당–강당 배치"를 특징으로 한다.:12–13 평탄한 지형에 위치하며, 동쪽으로는 금성산, 북쪽으로는 부소산을 배경으로 한다. 사비 시대에 건립된 이 사찰의 탑에는 백제에 대한 당나라의 승리를 기념하는 비문이 새겨져 있다. 사찰은 중앙 문, 금당과 강당, 승려 주거 공간으로 구성되어 있으며, 이 모든 공간은 회랑으로 연결되어 있다. 건물들은 기와를 얹은 기단 위에 목재로 지어졌다. 이 유적지에는 8m 높이의 5층 석탑이 있으며, 낮은 기단과 높은 1층 본체, 그리고 위로 갈수록 크기가 줄어드는 형태이다. 다른 고고학적 발견으로는 많은 기와와 토기 인형이 있다.:60, 62
익산 미륵사지는 한국뿐만 아니라 동아시아 전체에서 가장 큰 사찰터로 여겨지는 거대한 석탑이 있는 사찰이다. 탑의 동탑은 1993년에 보수되었다. 서탑도 복원 중이었다. 이 탑은 잘 보존되어 있다.:12–13
부여 왕릉원은 천장의 건축 양식이 돔형에서 평면으로 변하는 것을 보여준다.:12–13 능은 1915년부터 1917년 사이에 발굴되었다. 이곳에서 7개의 능이 발굴되었는데, 6개는 두 줄로 배열되어 있고 7번째 능은 50m 떨어져 있다. 3개의 능은 육각형과 사각형 디자인의 돔형 천장을 가진 통로가 있는 석실이다.:64
도시 방어를 위해 건설된 부여 나성은 길이 6.3km이며 흙과 돌로 지어졌다. 사비의 북동부를 방어했다. 성벽은 당시 혁신적인 기술이었던 판축 기법으로 건설되었다.:12–13 성벽의 동쪽 부분은 보수되었다. 흙벽은 특정 구간에 걸쳐 나무 판자, 잔가지, 잎으로 만들어졌다. 발굴 결과 부여 동부의 주 출입구는 부여 왕릉원 옆에 위치하며, 너비 9.5m의 직사각형 돌로 지어졌다. 800m 떨어진 곳에 위치한 또 다른 문도 2013년에 발견되었다.:66–67
부소산의 사찰터는 1980년 발굴 중에 남서쪽 경사면에서 발견된 불교 사찰이다. 이 사찰은 3,500m2의 면적을 차지한다. 1탑 1금당 배치이다. 이곳에서 발견된 유물 중에는 고위 인물의 것으로 추정되는 금동 허리띠가 있다.:54–55

### 목록
| 유네스코 ID | 한국어 명칭                    | 위치                  | 사진 | 비고 |
| ----------- | ------------------------------ | --------------------- | ---- | ---- |
| 1477-001    | 공주 공산성                    | 충청남도 공주시       |      |      |
| 1477-002    | 공주 무령왕릉과 왕릉원         | 충청남도 공주시       |      |      |
| 1477-003    | 부여 관북리 유적 부여 부소산성 | 충청남도 부여군       |      |      |
| 1477-004    | 부여 정림사지                  | 충청남도 부여군       |      |      |
| 1477-005    | 부여 왕릉원                    | 충청남도 부여군       |      |      |
| 1477-006    | 부여 나성                      | 충청남도 부여군       |      |      |
| 1477-007    | 익산 왕궁리 유적               | 전북특별자치도 익산시 |      |      |
| 1477-008    | 익산 미륵사지                  | 전북특별자치도 익산시 |      |      |

## 같이 보기
삼국 시대 세계유산
- 경주역사유적지구
- 가야고분군
- 고구려고분군